# Генератриса цілочисельної випадкової величини
Дискретну випадкову величину {\displaystyle \xi } яка приймає значення з множини {\displaystyle Z^{+}=\{0,1,\ldots \}} будемо називати цілочисельною, а її розподіл будемо визначати ймовірностями {\displaystyle p_{n}=P\{\xi =n\},\,n\in Z^{+}}, де {\displaystyle \sum _{n=0}^{\infty }p_{n}=1}.
Генератрисою цілочисельної випадкової величини будемо називати функцію
{\displaystyle \Psi _{\xi }(s)=Ms^{\xi }\ (|s|\leq 1)},
яка виражається через закон розподілу такою функцією:
{\displaystyle \Psi _{\xi }(s)=\sum _{n=0}^{\infty }p_{n}s^{n}},
яка очевидно збігається при {\displaystyle |s|\leq 1}.

## Застосування в теорії ймовірностей
Якщо {\displaystyle \xi } — додатня цілочисленна випадкова величина, то її математичне сподівання може бути виражене через генератрису
як значення першої похідної в одиниці: {\displaystyle M[X]=\Psi '(1)}.
Дійсно, 
{\displaystyle \Psi '(s)=\sum _{n=1}^{\infty }np_{n}s^{n-1}}.
При підстановці {\displaystyle s=1} отримаємо величину {\displaystyle \Psi '(1)=\sum _{n=1}^{\infty }{np_{n}}}, яка за визначенням є математичним сподіванням дискретної випадкової величини. 
Якщо цей ряд розбігається, то{\displaystyle \lim _{s\to 1}P'(s)=\infty } -- а {\displaystyle X} має нескінченне математичне сподівання, {\displaystyle P'(1)=M[X]=\infty }
- Тепер візьмемо твірну функцію {\displaystyle Q(s)} послідовності «хвостів» розподілу {\displaystyle \{q_{k}\}}

{\displaystyle q_{k}=\mathbb {P} (X>j)=\sum _{j=k+1}^{\infty }{p_{j}};\quad Q(s)=\sum _{k=0}^{\infty }\;q_{k}s^{k}.}
Ця твірна функція пов'язана з визначеною раніше функцією {\displaystyle P(s)} властивістю: {\displaystyle Q(s)={\frac {1-P(s)}{1-s}}} при {\displaystyle |s|<1}.
З цього з теореми про середнє випливає, що математичне очікування рівне просто значенню цієї функції в одиниці:
{\displaystyle M[X]=P'(1)=Q(1)}
- Диференціюючи {\displaystyle P'(s)=\sum _{k=1}^{\infty }{kp_{k}s^{k-1}}} і використовуючи співвідношення {\displaystyle P'(s)=Q(s)-(1-s)Q'(s)}, отримаємо:

{\displaystyle M[X(X-1)]=\sum {k(k-1)p_{k}}=P''(1)=2Q'(1)}
Для того, щоб отримати дисперсію {\displaystyle D[X]}, до цього виразу треба додати {\displaystyle M[X]-M^{2}[X]}, що приводить до наступних формул для обчислення дисперсії:
{\displaystyle D[X]=P''(1)+P'(1)-P'^{2}(1)=2Q'(1)+Q(1)-Q^{2}(1)}.
У випадку нескінченної дисперсії {\displaystyle \lim _{s\to 1}P''(s)=\infty }.